# Ремедиум
Реме́диум (лат. Remedium — средство от чего-либо, лекарство) — нумизматический термин, обозначающий законодательно установленное максимально возможное отклонение массы и пробы монеты от нормативной. Если масса монеты отличается от нормативной меньше, чем на величину ремедиума, то она выпускается в обращение, а если разница оказывается выше, то такая монета считается бракованной и идет в переплавку.
Наличие четкого и явно прописанного ремедиума еще не гарантирует, что все монеты будут соответствовать установленным параметрам, так как возможны разные варианты весового контроля. Проверка веса каждой отдельной монеты позволяет выпускать более единообразные по весу монеты, но требует больших трудозатрат. Наряду с индивидуальной проверкой, в отдельных случаях (например для медных монет Российской империи XVIII века) проводился групповой контроль, то есть взвешивались монеты сразу на определенную сумму (например на 100 рублей для медных монет образца 1730 года). В таком случае в обращение могли попадать монеты, выходящие по массе за пределы ремедиума как в сторону снижения, так и в сторону увеличения.
До начала — середины XX века ремедиум имел важное значение для непосредственного обращения монет, так как их ценность (по крайней мере для «банковых» или «полновесных» монет) определялась содержанием металла. После отказа от золотого содержания валют металлическое содержание перестало быть определяющим. Тем не менее, в случае памятных и инвестиционных монет из драгоценных металлов этот параметр остается важным. При выпуске таких монет обычно указывается не только нормативный вес, но и ремедиум, то есть допустимые отклонения, по общей массе, по содержанию чистого металла и по размерам монет (как например в случае с памятными монетами ЦБР).
Для монет массового выпуска содержание металла в них всегда заведомо ниже по стоимости, чем номинал и на их использование не влияет. Однако он выдерживается в строгих рамках, так как такие монеты используются в вендинговых автоматах, которые настраивают под определенные номиналы и отличают их во многом именно по массе, размеру и свойствам металла.